# Magdala (Alemanha)
Magdala é uma cidade da Alemanha localizada no distrito de Weimarer Land, estado da Turíngia.
A cidade de Magdala é membro do Verwaltungsgemeinschaft (plural: Verwaltungsgemeinschaften - português: corporações ou corpos administrativos centrais) de Mellingen.